# الاحصإب (العدين)

تعديل مصدري - تعديل

الاحصاب محلة تابعة لقرية شرقي عردن، التابعة لعزلة عردن بمديرية العدين إحدى مديريات محافظة إب في الجمهورية اليمنية، بلغ تعداد سكانها 52 حسب تعداد اليمن لعام 2004.